# 南秦野町
南秦野町（みなみはだのまち）は、神奈川県中郡にかつてあった町である。
1955年（昭和30年）1月1日に中郡秦野町、北秦野村、東秦野村と合併し秦野市となった。

## 歴史
- 1889年（明治22年）4月1日 - 町村制が施行。大住郡平沢村、今泉村、尾尻村、大竹村が合併し南秦野村となる。
- 1892年（明治25年）4月 - 村立尋常南秦野小学校開校。
- 1896年（明治29年）4月1日 - 郡制施行により大住郡と淘綾郡が合併し中郡が発足、中郡南秦野村となる[1]。
- 1906年（明治39年） - 尾尻を通る湘南馬車鉄道が開通。
- 1927年（昭和2年） - 小田原急行電鉄（現・小田急電鉄）が開通（現・小田急小田原線）。町内に大秦野駅設置。
- 1940年（昭和15年）6月1日 - 町制施行、南秦野町となる。
- 1955年（昭和30年）1月1日 - 中郡秦野町、北秦野村、東秦野村と合併し秦野市となる。同時に中郡から離脱。
- 現在は秦野市の地域区分で南地区と区分される。住所には「秦野市今泉」などの大字と、緑町、新町などの新地名が用いられる。

## 行政

### 歴代首長
南秦野村長
- 栗原宣太郎：1897年 - 1898年

南秦野町長

## 出身著名人
- 梅原修平（尾尻村出身、貴族院多額納税者議員）
- 栗原宣太郎（今泉村出身、衆議院議員）